# Győrújfalu
Győrújfalu is een plaats (község) en gemeente in het Hongaarse comitaat Győr-Moson-Sopron. Győrújfalu telt 1098 inwoners (2001).